# Hepari
Hepari är en sjö i kommunen Kyrkslätt i landskapet Nyland i Finland. Sjön ligger 36,4 meter över havet. Den är 3,57 meter djup. Arean är 60 hektar och strandlinjen är 3,64 kilometer lång. Sjön  ingår i Sjundeå å huvudavrinningsområde.   Den ligger omkring 31 km väster om Helsingfors. 